# Indoksil
Indoksil je organsko jedinjenje sa hemijskom formulom: . Indoksil je izomeran sa oksindolom. On je uljasta tečnost.
Indoksil se može dobiti iz indikana, koji je glikozid. Hidroliza indikana proizvodi β-D-glukozu i indoksil. Indigo boja je proizvod reakcije indoksila i blago oksidujućih agenasa kao što je atmosferski kiseonik.